# Pernand-Vergelesses
Pernand-Vergelesses is een gemeente in het Franse departement Côte-d'Or (regio Bourgogne-Franche-Comté) en telt 292 inwoners (2004). De plaats maakt deel uit van het arrondissement Beaune.

## Geografie
De oppervlakte van Pernand-Vergelesses bedraagt 5,6 km², de bevolkingsdichtheid is 52,1 inwoners per km².
De onderstaande kaart toont de ligging van Pernand-Vergelesses met de belangrijkste infrastructuur en aangrenzende gemeenten.

## Demografie
Onderstaande figuur toont het verloop van het inwonertal (bron: INSEE-tellingen).

1. ↑  Populations de référence 2022.